# 霍勒斯·贝利
霍勒斯·贝利（英語：Horace Bailey，1881年7月3日—1960年8月1日），英国男子足球运动员，司职守门员。他曾代表英国国家队参加1908年夏季奥林匹克运动会足球比赛，获得一枚金牌。